# Mario Soffici
Mario Soffici (Firenze, 14 maggio 1900 – Buenos Aires, 10 maggio 1977) è stato un regista, sceneggiatore e attore italiano naturalizzato argentino.

## Biografia
Si trasferì in Argentina negli anni 1920 ed iniziò la professione di attore nel 1931 e quella di regista cinematografico nel 1935 con il film El Alma de Bandoneón, dirigendo attori popolari del tempo come Libertad Lamarque in film musicali imperniati sulla danza del tango. Diresse una quarantina di film tra il 1935 e il 1962, tra i quali Prisioneros de la tierra (1939) (spesso citato come uno dei più rappresentativi film del cinema argentino), El Curandero (1955), El hombre que debía una muerte (1955) e Rosaura a las 10 (1958). Diresse e scrisse la sceneggiatura, con Eduardo Boneo e Francisco Madrid, de La cabalgata del circo, nel quale Eva Duarte aveva un ruolo di secondo piano.
Con la salita al potere di Perón si allontanò dal cinema e con il ritorno alla democrazia nel 1973 venne chiamato a dirigere "Instituto de Cine" per cercare di riportare all'antico splendore la cinematografia argentina.
Morì a Buenos Aires nel 1977.

## Filmografia parziale
- El Alma de bandoneón (1935)
- Puerto nuevo (1936)
- Cadetes de San Martín (1937)
- Viento norte (1937)
- Kilómetro 111 (1938)
- El viejo doctor (1939)
- Prisioneros de la tierra (1939)
- Héroes sin fama (1940)
- Cita en la frontera (1940)
- Yo quiero morir contigo (1941)
- El Camino de las llamas (1942)
- Vacaciones en el otro mundo (1942)
- Cuando la primavera se equivoca (1944)
- Tres hombres del río (1943)
- Despertar a la vida (1945)
- La cabalgata del circo (1945)
- Besos perdidos (1945)
- La pródiga (1946)
- Il demone della gelosia (Celos) (1946)
- El pecado de Julia (1946)
- Il dottor Jekyll (El extraño caso del hombre y la bestia) (1951)
- Rimorso che uccide (Una ventana a la vida) (1953)
- La dama del mar (1954)
- Oro bajo (1956)
- Isla brava (1958)
- Propiedad (1962)